# Gruzijske kronike
Gruzijske kronike je uveljavljen prevod za glavno zbirko srednjeveških gruzijskih zgodovinskih besedil, znano pod imenom Kartlis Chovreba (gruzinsko ქართლის ცხოვრება), dobesedno 'življenje Kartli'. Kartli je ime za jedro antične in srednjeveške Gruzije, ki so jo klasični in bizantinski avtorji poznali kot Kavkaška Iberija.
Kronike so znane tudi pod imenom Letopisi gruzijskega kralja, saj so bile v bistvu uradni korpus zgodovine Kraljevine Gruzije.

## Kronike
Kronike vsebujejo vrsto ločenih besedil iz časov od 9. do 14. stoletja. Datumi nastanka teh del in njihovi avtorji (npr. Leonti Mroveli in Džuanšeriani ) so bili predmet znanstvenih razprav. Čeprav mnogi gruzinski znanstveniki še vedno predlagajo za prvo redakcijo korpusa 11. stoletje, vse večje število sodobnih strokovnjakov sprejema hipotezo profesorja Cirila Toumanoffa, da bila najstarejša besedila Kartlisa Chovrebe nastala okoli 800 n. št. Najnovejša besedila so bila dodana v 14. stoletju. 'Kanonizirano' različico je uredila posebna komisija, ki jo je v začetku 18. stoletja imenoval in vodil kralj Kartli Vahtang VI. 
V 11. stoletju so prva tri dela - Zgodovina kraljev in patriarhov Gruzije, Zgodovina kralja Vahtang Gorgasali in Mučeništvo svetega Arhila - že sestavljala prvi korpus, ki je zajemal Gruzijsko zgodovino od najstarejših časov skozi vladavino Vahtanga I. Gorgasalija (vladal 452–502 / 22) vse do smrti Vahtangovega potomca Arhila (786). Sredi 12. stoletja so dodali besedili: Kroniko Kartli, ki beleži gruzijsko zgodovino od konca 8. stoletja skozi vladavino prvega vsegruzijskega kralja Bagrata III (vladal 1008–1014) do zgodnjih let kraljevanja Jurija II (vladal 1072-1089) - in pa Zgodovino kralja kraljev Davida - ki nadaljuje z zgodbo in se osredotoča na vladavino Davida IV. (1089–1125).

## Rokopisi
Ohranjeni gruzijski rokopisi Kartlisa Thovrebe so nastali razmeroma pozno, najzgodnejši, tako imenovani kodeks Anaseuli ali »kraljica Ana«, je iz obdobja 1479–1495. Druga večja različica, Mariamiseuli ali kodeks "kraljice Mariam", so kopirali v letih 1633-1645 / 1646. Preživeli gruzijski rokopisi pa so nastali pred skrajšano armensko priredbo kronik, znano kot "Zgodovina  gruzijcev" (Patmut'iwn Vrats), ki je bila najverjetneje nastala v 12. stoletju, njen najstarejši ohranjeni rokopis pa bil kopiran v času 1279–1311.
Na voljo so številni prevodi v francoščino, ruščino, angleščino in nemščino, vendar vsak od njih vsebuje le izbrano število teh besedil.

## Pristnost
Nekateri sodobni učenjaki, na primer Ivane Javakišvili, so podvomili o pristnosti zgodnjih sestavin "Gruzijske kronike" in pozvali k izjemni previdnosti pri delu z njimi. Dejansko se stroga zgodovinska dejstva pogosto prepletajo z miti, tako da je včasih težko razločiti med pristnim zgodovinopisjem in mitologijo. Kritične analize drugih virov, med drugim klasičnih avtorjev, in pa vrsta nedavnih arheoloških študij, so dokazale zanesljivost številnih pripovedi v Kronikah. Ta besedila slonijo ne samo na dokazih za zgodovino Gruzije, temveč tudi Armenije in Kavkaza na splošno, Irana, Sirije, Anatolije, Rimskega cesarstva, Hazarjev in Turkov.

## Sestavine
| Slovensko ime                                                  | Gruzijsko ime                                         | ime v latinici                                                 | Datum                   | Avtor                                 | Obdobje zajeto                                             |
| -------------------------------------------------------------- | ----------------------------------------------------- | -------------------------------------------------------------- | ----------------------- | ------------------------------------- | ---------------------------------------------------------- |
| Zgodovina kraljev in patriarhov Gruzijcev                      | ქართუელთა მეფეთა და პირველთაგანთა მამათა და ნათესავთა | chovreba kartuelta mepeta da pirveltaganta mamata da natesavta | 9. ali 11. stoletje     | Leonti Mroveli (? )                   | 4. stoletje pred našim štetjem - 5. stoletje našega štetja |
| Zgodovina in življenje kralja Vahtang Gorgasalija              | ცხოვრება და მოქალაქეობა ვახტანგ გორგასლისა            | chovreba da mokalakeoba vahtang gorgaslisa                     | c. 800 ali 11. stoletje | Džuanšer Džuanšeriani                 | 5. – 8. Stoletja                                           |
| Mučeništvo svetega in veličastnega Arhila                      | წმიდისა და დიდებულისა არჩილისი                        | cameba cmidisa da didebulisa arhilisi                          | 9. ali 11. stoletje     | Džuanšeriani ali Mroveli              | 736–786                                                    |
| Kartlijska kronika                                             | მატიანე ქართლისა                                      | matiane kartlisa                                               | 11. stoletje            | Anonimno                              | 786–1072                                                   |
| Zgodovina kralja kraljev Davida                                | მეფეთ მეფისა დავითისი                                 | chovreba mepet mepisa davitisi                                 | 12. stoletje            | Anonimno                              | 1072–1125                                                  |
| Zgodovina Bagratidov                                           | და უწყება ბაგრატონიანთა                               | chovreba da ucqeba bagratonianta                               | 11. stoletje            | Sumbat Davitis-Dze                    | 6. stoletje – 1031                                         |
| Zgodovine in pohvale vladarjev                                 | ისტორიანი და აზმანი შარავანდედთანი                    | istoriani da azmani šaravandedtani                             | 13. stoletje            | Nadškof kancler Teodor iz Chqondidija | 1156-1212                                                  |
| Zgodovina petih vladanj (imenovana tudi Kronika Giorgija Laše) | ლაშა-გიორგის დროინდელი მატიანე                        | laša-giorgis droindeli matiane                                 | 1223                    | Zgodovinar Jurija IV                  | 1125-1223                                                  |
| Zgodovina kralja kraljev Tamare                                | ცხოვრება მეფეთ მეფისა თამარისი                        | chovreba mepet mepisa tamarisi                                 | 1210-1213               | Basili, poveljnik sodišča             | 1184–1210 / 1213                                           |
| Kronika sto let                                                | ასწლოვანი მატიანე                                     | asclovani matiane                                              | 14. stoletje            | Anonimno                              | 1212-1318                                                  |